# 통령소녀
《통령소녀》(중국어 간체자: 通灵少女, 정체자: 通靈少女, 병음: Tōng líng shào nǚ 퉁링샤오뉘[*], 영어: The Teenage Psychic 더 디엔에이지 싸이틱[*])는 타이완의 텔레비전 드라마.

## 등장 인물
- 궈수야오 : 셰야전(謝雅真) 역
- 차이판시(蔡凡熙) : 허윈러(何允樂) 역
- 진모의(陳慕義) : 진성자이(金勝在) 역